# Lila (nombre)
Lila (otras variantes son Leela, Layla, Lily, Lilian, Delilah, Ljiljana) es un nombre propio femenino que aparece en diferentes idiomas y tiene diferentes interpretaciones. Su origen exacto no está claro. Algunos de sus orígenes pueden ser los siguientes:
- Como nombre africano significa "bueno".[2]
- Como nombre árabe significa "noche".
- Como nombre sánscrito de la India (लीला) significa "juego divino"[3] (uno de los orígenes más probables).[1]
- Como nombre persa significa flor de lila o color lila.[4]

El día de celebración es el 20 de mayo.

## Popularidad
Este nombre ha estado entre los 1.000 primeros en los EE. UU. desde 1880 hasta 1960 cuando su popularidad disminuye, pero vuelve a aumentar a partir de 1998 hasta 2007. En Canadá fue popular en el 2004 donde este nombre estuvo entre los primeros noventa, en Columbia Británica en el mismo año estuvo en la posición 609 y en Australia del Sur fue popular en 2005 y en 2007 cuando estuvo en la posición 170 y 176. 

## Personas con el nombre de pila Lila
- Lila Avilés (nacida en 1982), directora de cine, guionista, actriz y productora mexicana
- Lila Cockrell (1922–2019), política estadounidense
- Lila Downs (nacida en 1968), cantante mexicana
- Lila Fenwick (1932–2020), abogada estadounidense, defensora de los derechos humanos y funcionaria de las Naciones Unidas
- Lila Iké (nacida en 1994), cantante y compositora de reggae jamaiquina
- Lila Kari, científica informática y profesora rumana y canadiense
- Lila Karp (1933–2008), escritora y activista estadounidense
- Lila Katzen (1925–1998), escultora estadounidense
- Lila Kedrova (1909-2000), actriz francesa
- Lila Lamgade (nacida en 1991), futbolista nepalí
- Lila Lee (1905–1973), actriz estadounidense
- Lila Leeds (1928–1999), estadounidense Actriz
- Lila Abu-Lughod (nacida en 1952), antropóloga palestino-estadounidense
- Lila Majumdar (1908-2007), escritora bengalí, también conocida como Leela Majumdar
- Lila McCann (nacida en 1981), cantante de música country estadounidense
- Lila Morillo (nacida en 1940), actriz y cantante venezolana
- Lila Neuenfelt (1902-1981), abogada y jueza estadounidense
- Lila Nikole Rivera (nacida en 1979), diseñadora de vestuario estadounidense
- Lila Rose (nacida en 1988), activista antiabortista estadounidense
- Lila Diane Sawyer (nacida en 1945), presentadora de noticias
- Lila Shanley (1909-1996), doble de riesgo, actriz y atleta estadounidense
- Lila Tretikov (nacida en 1978), directora ejecutiva de la Fundación Wikimedia 2014-2016
- Lila York (nacida en 1948), bailarina y coreógrafa estadounidense
- Lila Azam Zanganeh, escritora francoiraní
- Leela Naidu (1940-2009), actriz india, también conocida como Lila

### Personajes ficticios
- Lila, personaje ficticio de la serie de televisión Bluey de 2018
- Lila, personaje de la comedia romántica negra estadounidense de 1972 y 2007, The Heartbreak Kid
- Lila, personaje de la película de terror estadounidense de 2022, Texas Chainsaw Massacre (2022)
- Lila (Xena), personaje recurrente de la serie de televisión Xena: la princesa guerrera
- Lila Bard, de A Darker Shade of Magic de V. E. Schwab
- Lila Black, la heroína principal de la serie de novelas Quantum Gravity de Justina Robson
- Lila Cheney, personaje de Marvel Comics
- Lila Crane, personaje principal de la película Psycho de Alfred Hitchcock
- Lila Fowler, personaje de la serie de libros Sweet Valley High
- Lila Pitts, personaje de The Umbrella Academy desde la temporada 2
- Lila Quartermaine, personaje de la serie de televisión diurna General Hospital
- Lila Rossi, personaje de la serie animada Miraculous: Tales of Ladybug & Cat Noir
- Lila Rupert, personaje de la película de suspenso y ciencia ficción estadounidense de 2024, Agent Recon
- Lila Sawyer, personaje de la serie de televisión animada Hey Arnold
- Lila Test, personaje de la serie de televisión animada Johnny Test
- Lila West, alias Lila Tournay, personaje de la serie de televisión Dexter (temporada 2)